# Transzdukció

A transzdukció folyamata

A transzdukció az a folyamat, amelynek során az egyik baktériumsejtből a másikba vírus (vagy vírusvektor) közvetítésével DNS jut át. Ilyenkor a vírus fehérjeburkába (kapszidjába) részlegesen vagy teljes mértékben bakteriális DNS csomagolódik. A genetikai anyag átjuttatásának más módozataihoz képest a transzdukcióhoz nem szükséges a sejtek fizikai kontaktusa (mint a konjugáció esetében) és a folyamatot DNS-bontó enzimek nem gátolják (mint a transzformációt). A molekuláris biológiai laboratóriumokban gyakran használt módszer, ha idegen géneket akarnak bevinni egy sejt genomjába. 
A transzdukciót Norton Zinder és Joshua Lederberg fedezte fel 1951-ben a Wisconsin–Madison Egyetemen.

## A transzdukció feltételei
A baktériumok vírusai, a bakteriofágok szaporodhatnak litikus vagy lizogén módon. AZ első esetben a fertőzés után azonnal elkezdik lemásolni magukat, majd a folyamat végén a baktériumsejt szétesik (lízis), a vírusrészecskék pedig kiszabadulnak. A lizogén életciklusú fágok DNS-e beilleszkedik a gazdabaktérium genomjába és ott akár több ezer sejtosztódáson át inaktívan meglapul, míg valamilyen hatás (pl. UV-fény) nem aktiválja. Ekkor megindul a génjeiről a fehérjetermelés, kivágja magát a bakteriális kromoszómából, sok példányban lemásolja magát és kapszidba csomagolódva, a sejt elpusztításával kiszabadul a külvilágba. Transzdukció mindkét típusú virális életciklusban megtörténhet, de a mechanizmusát illetően két fajtáját különböztetjük meg: az általános és speciális transzdukciót.

## Általános transzdukció
Általános transzdukció litikus és lizogén ciklusban is előfordulhat és gyakorlatilag random módon bármely bakteriális gén bekerülhet a vírusburokba. A vírusrészecske (virion) összeszerelődésekor a burokfehérjék néha, tévesen, a gazdasejt DNS-ét csomagolják be, kb. akkora részt, mint a vírusgenom eredeti mérete. A kész vírusrészecske aztán kiszabadul és a burokfehérjék automatikus mechanizmusai révén megfertőzhet egy másik baktériumot. A vírusgének helyett azonban baktériumgének kerülnek a gazdasejtbe, amelyeket az beépíthet a saját genomjába és akár hasznos információkat is tartalmazhatnak (új tápanyagforrást feldolgozó enzimek, antibiotikum-rezisztencia, stb.) Ha a vírus eredetileg egy plazmidot csomagolt be, annak az új sejtben nem kell feltétlenül beilleszkednie a bakteriális genomba, hanem plazmidként másolódhat a citoplazmában is.     
Előfordulhat, hogy a fág csomagolása során sérült, részleges vírusgenom kerül a burokba, amit a csomagolási mechanizmus a gazdasejt DNS-ével egészít ki, hogy programja szerint "tele" legyen. Ilyenkor értelemszerűen kevesebb gazdagén kerülhet átvitelre. 

## Speciális transzdukció
Speciális transzdukció csak lizogén fágok esetében fordul elő, mint pl. az Escherichia coli lambda fágja. A vírusgenom csak megadott helyeken tud integrálódni a gazdakromoszómába. Amikor kiszakad belőle, előfordulhat, hogy ezt hibásan teszi és magával ragadja a környező géneket (pl. a gal gént). A kivágódott fággenom az extra génekkel együtt becsomagolódik egy kapszidba és átkerülhet egy másik baktériumba, ahol ismét beilleszkedik az ottani kromoszómába. A speciális transzdukció tehát csak a fág integrálódási pontja környékén lévő géneket képes átvinni. Sok esetben a hibás kivágódás során a fág génjeinek egy része hátramarad és defektív lesz. Ilyenkor csak egy másik helper vírus segítségével képes beintegrálódni új gazdasejtje kromoszómájába.
A transzdukciót rutinszerűen alkalmazzák a molekuláris biológiai laboratóriumokban új gének bevitelére. A vírusgének nagy részének eltávolításával vírusvektorokat hoznak létre, amelyekbe adott méretű, de bármilyen szekvenciájú DNS illeszthető be, majd a fágburokba csomagolt vektor-DNS nagy hatásfokkal és biztonságosan bevihető a célsejtekbe. 

## Fordítás
- Ez a szócikk részben vagy egészben  a   Transduction (genetics) című angol Wikipédia-szócikk ezen változatának fordításán alapul.  Az eredeti cikk szerkesztőit annak laptörténete sorolja fel. Ez a jelzés csupán a megfogalmazás eredetét és a szerzői jogokat jelzi, nem szolgál a cikkben szereplő információk forrásmegjelöléseként.